# Перед завесою
«Перед завесою» — рассказ русского писателя Викентия Викентьевича Вересаева, написан в 1903 году.

## Сюжет
Презрением к обману и уважением к правде, к живой и реальной, не подкрашенной пышными вымыслами правде, проникнут и рассказ Вересаева «Перед завесою»
В рассказе Вересаева «Перед завесой» лирический герой, рассказчик стоит перед чем-то таинственным, перед какой-то иной, непонятной ему, но необходимой, «непостижимоогромной» жизнью, которая должна наступить. Герой рассказа стремится к слиянию с этой таинственной, но могучей жизнью, единой для всех, способной на великую мысль, на великую радость и скорбь
Летним вечером на террасе дачи струнный квартет друзей исполнял «Семь последних слов Христа» композитора Гайдна, в это время в городке к вечерне звучал колокол, — «звучал мерно, уверенно, как раз в такт и в тон музыке». В этот момент рассказчик испытал странное чувство:

как будто распахнулась какая-то невидимая завеса. Все кругом вдруг одухотворилось, природа и люди слились в единую жизнь, и огромная тайна почуялась в этой общей, проникающей все жизни. … Играть кончили. Мы сидели на террасе за самоваром, разговаривали, смеялись. И я болтал и смеялся, а в душе было прежнее необычное ощущение…
Идя от друзей домой, по дороге любуясь природой, он продолжал испытывать в душе это необычное ощущение, размышляя о нём, и о бунте ума, не принимающего его, отчего «завеса запахивается, мир обесцвечивается и распадается на миллионы отдельного; тускнеют люди и природа», захваченный этим таинством — ощущением великой общности всего со всем, вспоминая, что когда-то в детстве он ведь испытывал это чувство.
Утром, выйдя на крыльцо постоялого двора под холодный дождь, увидев серую невзрачную природу, он «как проспавшийся пьяный» вспоминал вчерашнее ощущение и не понимал, что это была за недоступная уму, но покорявшая душу светлая тайна жизни,… и есть ли она вообще.

### Реальная основа
Рассказ о вечере, проведённом на даче в алексинском сосновом бору автобиографичен. Вересаев был в Алексине и студентом, и в начале 1900-х годов — высланный из Санкт-Петербурга за революционную деятельность, какое-то время жил здесь. Исследователи обращают внимание на фотографию, хранящуюся в литературном музее: «В. В. Вересаев среди участников струнного квартета в Алексине. 1902 г.», на которой изображены на поляне у дачи с музыкальными инструментами в руках — скрипками и виолончелью — Вересаев, его брат Владимир Викентьевич Смидович, их друзья братья Ставровские. Предположительно в рассказе описан («в Алексине зазвонили к вечерне») звон колоколов Свято-Успенского собора.

## О рассказе
Рассказ написан в 1903 году. Впервые опубликован в первом номере сборника товарищества «Знание» за 1903 год.

Писатель говорит о необходимости освобождения от упадочных настроений, от всяческой мистики в жизни ив искусстве . Это освобождение, по мысли Вересаева, реально и близко. Направленность рассказа против общественного и литературного декаданса была очевидна.— Русский рассказ начала XX века: по сборникам издательского товарищества «Знание». — М.: Издательство Московского университета, 1983. — 333 с. — стр. 10
Литературный секретарь и племянница писателя В. М. Нольде отмечала, что этот маленький рассказ занимает особое место в его творчестве:

Необходимо отметить, что и в этом рассказе Вересаев применяет свой излюбленный прием: стремление замаскировать взгляд автора, чтобы побудить читателя самого разобраться в поставленном вопросе. В этом рассказе Вересаев приходит к ясному выводу, что никакой мистической «завесы», отделяющей человека от природы, нет, что не существует никакой таинственной жизни природы. И все же рассказ, как бы противореча идее произведения, назван «Перед завесой», то есть так, как будто завеса эта существует. Таким образом очевидно, что, несмотря на название, заставляющее предполагать мистическую настроенность автора, Вересаев и в этом рассказе остается на материалистических позициях и с вызовом называет теологическое оправдание жизни «высшей правдой обмана».
Замечено, что это произведение — трудноопределимое в жанровом плане, строится на моменте внезапного озарения в сознании автора-рассказчика — описывается чисто субъективный процесс, но сам принцип описания стремится к объективации, при этом соотношение объективно изображаемого и субъективно переживаемого заметно клонится в сторону последнего.
Литературоведами отмечается, что этот рассказ — одна из первых попыток писателя дать «философское обоснование своей концепции» (Г. А. Бровман), которая потом была вложена в слова героя рассказа «К жизни», и наиболее полно воплотилась в трактате «Живая жизнь»:

В рассуждениях Чердынцева разработаны и освещены те зачаточные мысли, которые брошены были художником в его повести «На повороте» и в очерке «Перед завесой». Уже в рассказе «Перед завесой» Вересаев наметил выводы Чердынцева и уже подошёл к пантеистическому пониманию мира. Вспомните настроения и мысли героя этого рассказа в ту ночь, когда он после прекрасной музыки ушёл в поле. Трезвая правда холодного ума, а с другой стороны «что-то в глубине души», тянувшее к забившей ключом отовсюду жизни.— С. А. Венгеров